# Datana drexelii
Datana drexelii är en fjärilsart som beskrevs av H.Edwards 1884. Datana drexelii ingår i släktet Datana och familjen tandspinnare. Inga underarter finns listade i Catalogue of Life.